# Apeninos sículos
Los Apeninos sículos (en italiano, Appennino siculo) son una subdivisión de la cadena de los Apeninos que se encuentra en Sicilia (Italia). Están separados de los Apeninos calabreses por el estrecho de Mesina.
Cuando se habla del relieve sículo se entiende todo el relieve montañoso de la isla, la expresión Apeninos sículos se refiere al conjunto de los montes Peloritani, Nebrodi y Madonia, todos situados en el mismo alineamiento en la parte nororiental de la isla, a lo largo de la costa tirrénica. Permanecen pues fuera de los Apeninos sículos propiamente dichos el Etna, los Montes Erei y los Iblei.
Los Apeninos sículos empiezan sobre el estrecho de Mesina, a espaldas de la ciudad de Mesina; este primer tramo de la cadena está constituido por los montes Peloritani; sigue luego hacua el oeste con el nombre de montes Nebrodi; andando aún más hacia el oeste la cadena apenínica prosigue con Madonia en la zona de Cefalù. Los últimos ramales de los Apeninos, ya en la Sicilia occidental, rodean el área metropolitana de Palermo; este último tramo es conocido como los montes de Palermo.
La altura máxima es el Pizzo Carbonara, segunda cima de Sicilia después del Etna; esta última altura no forma parte de ningún sistema montañoso. 
En invierno pueden afectarlos abundantes nevadas que cubren muchas localidades, especialmente en el parque de Madonia, como Castelbuono.

## Ríos de la cordillera
Son numerosos los cursos de agua que nacen en los Apeninos sículos, ricos en agua en invierno pero secos en verano. Los principales ríos por importancia de oeste a este son:
- Imera Meridionale, que nace al norte sobre los Apeninos atraviesa la isla hasta el sur.
- Simeto, principal río de Sicilia,[2] lleno de agua todo el año, posee una desembocadura protegida por su riqueza en flora y fauna, la reserva natural Oasi del Simeto.

## Parques regionales
Los Apeninos sículos poseen áreas protegidas:
- Parque de los Nebrodi, en la Provincia de Mesina y la de Enna.
- Parque de las Madonia, en la provincia de Palermo.